# Placentia Road
De Placentia Road is een 3 km lang zeegat in Newfoundland en Labrador, de oostelijkste provincie van Canada. De road is een zijarm van de Placentia Bay in het zuidoosten van het eiland Newfoundland, leidend naar de plaats Placentia.

## Geografie
De Placentia Road vormt de connectie tussen enerzijds de open wateren van de Placentia Bay en anderzijds de Placentia Harbour, de natuurlijke haven van Placentia. Hoewel het zeegat gemiddeld genomen anderhalve kilometer breed is, wordt de connectie tussen beide wateren gemaakt door de amper 100 m brede Placentia Gut. Over deze smalle watergang is de Sir Ambrose Shea Bridge gebouwd.
Behalve Placentia is ook het dorp Freshwater aan de Placentia Road gelegen. Ook de voet van de 115 m hoge Signal Hill en die van de 103 m hoge en historisch belangrijke Castle Hill reiken tot aan de road. Al deze locaties behoren tot de fusiegemeente Placentia.
De toegang van het zeegat bevindt zich tussen de kapen Point Verde en Crèvecoeur Point.